# FK Utenis Utena
FK Utenis é um clube de futebol profissional lituano da cidade de Utena que joga o Antra lyga (D3).

## História
O FK Utenis foi fundado em 1933.

## Participação noCampeonato Lituano
| Temporada | Nível | Campeonato          | Lugar | Ref   |
| --------- | ----- | ------------------- | ----- | ----- |
| 2014      | 2.    | Pirma lyga          | 3.    |       |
| 2015      | 1.    | A lyga              | 6.    |       |
| 2016      | 1.    | A lyga              | 7.    |       |
| 2017      | 1.    | A lyga              | 5.    |       |
| 2018      | 2.    | Pirma lyga          | 8.    |       |
| 2019      | 3.    | Antra lyga (Pietūs) | 11.   | [ 2 ] |
| 2020      | 3.    | Antra lyga (Pietūs) | 12.   |       |
| 2021      | 3.    | Antra lyga          | 14.   |       |

## Equipamentos

### Equipamentos anteriores
- 2014-18
- 1º - Camisola azul, calção branco e meias azuis;
- 2º - Camisola branca, calção azul e meias brancas.

| Equipamento casa 2014- | Equipamento fora 2014-2017 | Equipamento fora 2018 |

## Elenco Atual
Última atualização: 20 de Setembro de 2018 (UTC).